# Hirtodrosophila clypitata
Hirtodrosophila clypitata är en tvåvingeart som först beskrevs av David Grimaldi 1987.  Hirtodrosophila clypitata ingår i släktet Hirtodrosophila och familjen daggflugor. Inga underarter finns listade i Catalogue of Life.